# 圣泉大学短期大学部
圣泉大学短期大学部（日语：／ Seisen Daigaku Tankidaigakubu *）是过去一所位于日本滋贺县彦根市的私立短期大学。前身是圣泉短期大学（日语：／ Seisen Tankidaigaku *）。

## 概要

### 简介
- 短期大学为于1985年开办[1]、由学校法人圣泉学园经营、教育的基础是基督教。招生到于2010年[2]、停办于2012年。为男女同校。

### 历史
- 1985年 圣隶学园圣泉短期大学成立并同时设置两个学科、以下列举[1]。
  - 英语科（招生到于2000年、正式停办于2003年）[1]
  - 商经科（改编为企业管理学科[注 3]于2002年。再次改编为信息群体学科）[1]
- 1992年 改校名为圣泉短期大学[1]
- 1997年 两个学科成立、以下列举[1]。
  - 护理福利学科（以后招生到于2009年、正式停办于2011年）[1]
  - 信息社会学科（招生到于2002年、正式停办于2004年）[1]
- 2010年 招生最后、次年停止招生（正式停办于2012年3月[1]）。

## 学校环境
- 校区：在了滋贺县彦根市

## 历任校长
- 伊藤规矩治：第一代短期大学校长[3]。
- 井深信男：现在短期大学校长[2]

## 组织

### 学科
- 信息群体学科

### 前学科
| - 英语科 - 企业管理学科 - 信息社会学科 - 护理福利学科 |

### 专科
| - 没有 |

### 业余课程
| - 没有 |

## 相关链接
- 日本短期大学列表